# Pablo Heredia (calciatore)
Pablo Heredia (Río Grande, 11 giugno 1990) è un calciatore argentino, portiere svincolato.

## Carriera
Cresciuto nelle giovanili del Belgrano, ha esordito il 17 febbraio 2014 in occasione del match vinto 3-2 contro il Boca Juniors.

## Statistiche

### Presenze e reti nei club
Statistiche aggiornate al 17 marzo 2018.
| Stagione        | Squadra             | Campionato      | Campionato | Campionato | Coppe nazionali | Coppe nazionali | Coppe nazionali | Coppe continentali | Coppe continentali | Coppe continentali | Altre coppe | Altre coppe | Altre coppe | Totale | Totale | Totale |
| Stagione        | Squadra             | Comp            | Pres       | Reti       | Comp            | Pres            | Reti            | Comp               | Pres               | Reti               | Comp        | Pres        | Reti        | Pres   | Reti   |        |
| --------------- | ------------------- | --------------- | ---------- | ---------- | --------------- | --------------- | --------------- | ------------------ | ------------------ | ------------------ | ----------- | ----------- | ----------- | ------ | ------ | ------ |
| 2013-2014       | Belgrano            | PD              | 4          | -3         | CA              | 0               | 0               |                    | -                  | -                  |             | -           | -           | 4      | -3     |        |
| 2014            | Belgrano            | PD              | 4          | -8         |                 | -               | -               |                    | -                  | -                  |             | -           | -           | 4      | -8     |        |
| 2015            | Belgrano            | PD              | 1          | -1         | CA              | 0               | 0               | CS                 | 2                  | -1                 |             | -           | -           | 3      | -2     |        |
| 2016            | Belgrano            | PD              | 0          | 0          | CA              | 0               | 0               |                    | -                  | -                  |             | -           | -           | 0      | 0      |        |
| 2016-2017       | Central Córdoba (R) | BN              | 11         | -18        | CA              | 1               | -2              |                    | -                  | -                  |             | -           | -           | 12     | -20    |        |
| 2017-2018       | Belgrano            | PD              | 0          | 0          | CA              | 0               | 0               |                    | -                  | -                  |             | -           | -           | 0      | 0      |        |
| Totale carriera | Totale carriera     | Totale carriera | 20         | -30        |                 | 1               | -2              |                    | 2                  | -1                 |             | -           | -           | 23     | -33    |        |